# Lucienne Renaudin Vary
Lucienne Renaudin Vary (* 28. Januar 1999 in Saint-Sébastien-sur-Loire) ist eine französische Trompeterin. Sie spielt Klassik wie auch Jazz.

## Leben
Lucienne Renaudin Vary nahm ab 2007 in Le Mans klassischen Trompeten-Unterricht. Derweil nahm sie erfolgreich an Musik-Wettbewerben teil und hatte erste Festival-Auftritte als junge Solistin. Zu dieser Zeit entdeckte sie auch den Jazz für sich. 2014 setzte sie ihre Studien am Pariser Konservatorium fort. Ab dieser Zeit spielte sie Festivals in Klassik wie auch im Jazz. 2016 wurde sie von Rolando Villazon in seiner Sendereihe Stars von morgen vorgestellt und bei den Victoires de la Musique classique als Neuentdeckung ausgezeichnet. 2017 erschien ihr Debütalbum The Voice of the Trumpet bei Warner, welches sie mit dem Nationalorchester Lille aufgenommen hat. 2019 folgte das nächste Album, das auch Jazz- und Musicalstücke enthält, zusammen mit dem BBC Concert Orchestra. Das Album von 2021 widmete sie dem Gründer des Tango Nuevo, Astor Piazzolla.
Bei ihren Konzerten tritt Lucienne Renaudin Vary häufig barfuß auf, um ein besseres Gefühl für die Schwingungen der Musik zu bekommen.

## Preise und Auszeichnungen
- Révélation (Neuentdeckung) bei den Victoires de la musique classique, 2016[4]
- Arthur Waser Preis der Arthur Waser Foundation für hochbegabte junge Solisten am Anfang ihrer Karriere, 2019[5]
- Opus Klassik als Nachwuchskünstler*in (Trompete) für das Album Piazolla Stories, 2021[6]
- Solistenpreis der Festspiele Mecklenburg-Vorpommern, 2024[7]

## Diskografie
Lucienne Renaudin Vary spielt ein Repertoire, das Werke des Barocks, der Klassik, der Romantik, des Jazz und der gehobenen Unterhaltungsmusik umfasst. Im Jahr 2016 unterschrieb sie einen Exklusivvertrag bei Warner Classics.
- Johann Nepomuk Hummel, Joseph Haydn, Alexander Arutjunjan u. a.: The Voice of the Trumpet. Orchestre National de Lille, Roberto Rizzi Brignoli (Dirigent), Erik Truffaz (Trompete und Horn), Christophe Dumaux (Countertenor), Rolando Villazón (Tenor), Warner Classics, 2017, 1 CD
- George Gershwin, Leonard Bernstein, Kurt Weill u. a.: Mademoiselle in New York. BBC Concert Orchestra, Bill Elliott (Dirigent), Philémon Renaudin Vary (Kontrabass), Bartholomé Renaudin Vary (Gitarre), Warner Classics, 2019, 1 CD
- Astor Piazzolla, Richard Galliano, Alberto Ginastera u. a.: Piazzolla Stories. Orchestre Philharmonique de Monte-Carlo, String Quartet from Orchestre Philharmonique de Monte-Carlo, Sascha Goetzel (Dirigent), Richard Galliano (Akkordeon), Thibaut Garcia (Gitarre), Warner Classics, 2021, 1 CD
- Johann Nepomuk Hummel, Joseph Haydn, Harry James u. a.: Trumpet Concertos. Luzerner Sinfonieorchester, Michael Sanderling (Dirigent), Florian Abächerli (Horn), Philipp Hutter (Trompete), Dominic Wunderli (Trompete) Warner Classics Warner, 2022, 1 CD
- Johann Sebastian Bach, Antonio Vivaldi, Fritz Kreisler, Charlie Chaplin u. a.: Winter Gardens. Orchestre de Chambre de Paris, Sascha Goetzel (Dirigent), Deborah Nemtanu (Violine), Warner Classics, 2024, 1 CD